# Matthew McGrory
Matthew McGrory (17. května 1973 – 8. srpna 2005) byl americký herec. Byl známý díky své výšce 2,29 metru, díky čemuž v roce 1996 vystupoval v pořadu The Howard Stern Show. Později hrál například ve filmech Bubliňák (2001), Velká ryba (2003) a Vyvrženci pekla (2005). Rovněž vystupoval v hudebních videoklipech „Coma White“ od Marilyna Mansona a „The Wicker Man“ skupiny Iron Maiden. Zemřel na srdeční selhání ve věku 32 let.